# Коле дел Пополо (Пескара)
Коле дел Пополо (итал. Colle del Popolo) је насеље у Италији у округу Пескара, региону Абруцо.
Према процени из 2011. у насељу је живело 22 становника. Насеље се налази на надморској висини од 369 м.